# Richard Maguet
Richard Maguet (n. 7 martie 1896, Amiens, Franța – d. 16 iunie 1940, Sully-sur-Loire, Centre-Val de Loire, Franța) a fost un pictor postimpresionist francez.

## Biografie
S-a născut într-o familie din clasa de mijloc, care avea mijloace modeste. Prima sa călătorie la Paris a avut loc în 1913. Acolo, la recomandarea sculptorului Albert Roze⁠(d), a studiat în atelierele designerului Berthold Mahn, care a devenit unul dintre cei mai buni prieteni ai săi. Doi ani mai târziu, a fost înrolat și a luptat în bătălia de la Verdun, pentru care a primit Croix de Guerre. A fost demobilizat în 1919, s-a întors la Paris, a lucrat ca tipograf și, un an mai târziu, s-a căsătorit.
După aceea, a realizat ilustrații și caricaturi pentru mai multe ziare, precum și desene pentru costume. De asemenea, a avut primele sale expoziții personale la Salon d'Automne⁠(d) și Salon des Indépendants⁠(d). La sfârșitul anilor 1920, a făcut mai multe sejururi în Yonne (în special la Cravant) și Boulogne-sur-Mer, alături de prietenii săi Eugène Corneau și Jean Launois.
În 1930, a fost numit secretar al Salon d'Automne. Doi ani mai târziu, a efectuat un turneu în sudul Franței și a vizitat Alger, unde a stat la Vila Abd-el-Tif; unul dintre avantajele de a fi primit Premiul Abd-el-Tif, împreună cu sculptorul Marcel Damboise.
La scurt timp după întoarcere, soția lui, Lucienne, a murit în urma unui atac de cord. Pentru a-și potoli durerea, a petrecut un an călătorind prin Algeria și Maroc. În 1935, s-a întors la Paris și s-a căsătorit cu Denise Titre, o strănepoată a lui Elisée Reclus⁠(d). A publicat o monografie a sa ca dar de nuntă.
În 1939, s-a înrolat în armată și a fost repartizat într-un regiment Spahi. În anul următor, a fost ucis într-un bombardament al Forțelor Aeriene Italiene care a distrus Sully-sur-Loire. A fost înmormântat într-un cimitir memorial din Saint-Père-sur-Loire. Piatra sa funerară a fost proiectată de prietenul său, Damboise.

## Selecție de picturi

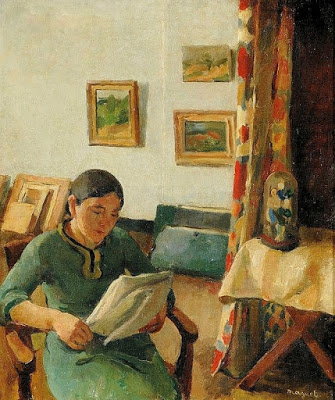
Interior (cu Denise)
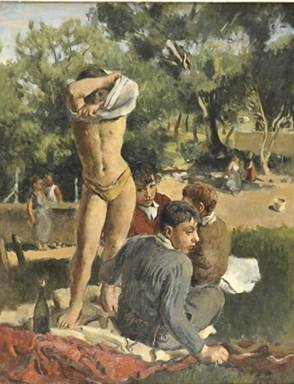
Tineri în parc
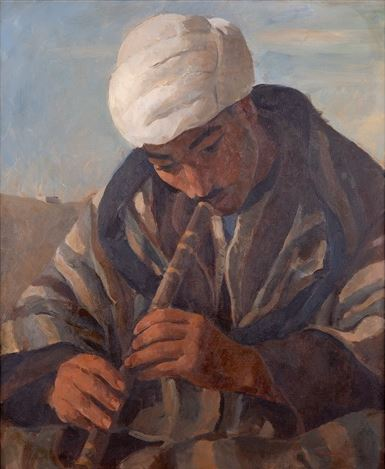
Flautist marocan
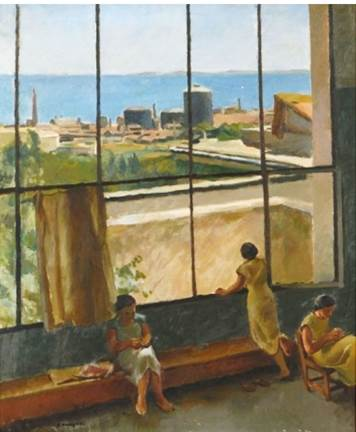
Vedere de la fereastra artistrului din Abd-el-Tif
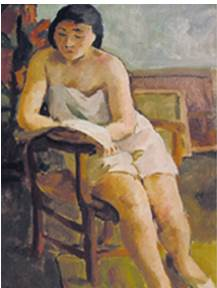
Femeie în cămașă șezând, citind